# 明治大学グリークラブ

草創期のグリークラブ

明治大学グリークラブ（めいじだいがくグリークラブ）は、明治大学の学生による男声合唱団である。1960年(昭和35年)、当時の明治大学合唱団から独立する形で誕生した。現存する学内唯一の公認男声合唱団であり、現在では佐藤賢太郎が常任指揮者を務めている。通称は「明グリ」。東京六大学合唱連盟加盟団体である。

## 概要
明治大学交響楽団合唱部によって組織され、1951年(昭和26年)に大学当局より公認された混声合唱団・明治大学合唱団を前身としている。当初20-30名程度であった部員の増加、および当時大学内に男声合唱団が存在しなかった等の理由が重なり、1957年(昭和32年)より段階的に男声部としての活動を開始、1961年(昭和36年)の組織上の独立をもって、正式に別団体となった。創設時の団員は約100名。
かつては、部室のほかに連絡先として、大学近隣の喫茶店「兎月」(後に移転・改名を伴い「ロビン」)を事務所としていた。1959年(昭和34年)当初、学生と同年代であった女性店主から35年にわたり活動を支えられたが、1994年(平成6年)、彼女の死去と「ロビン」の閉店に伴い事務所を撤収している。
1972年(昭和47年)にOB会が設立され、2018年現在、北海道・東北・北陸・東海・近畿・中国・九州の7支部が置かれている。会紙「ふんげるめいる」発行とともに、1994年(平成6年)にはOB会合唱団「駿河台倶楽部」が結成され、2年に一度の単独演奏会を柱に活動を行っている。
グリークラブとして独立した1960年(昭和35年)当時の3年生が1期となっているため、「明治大学グリークラブ」としての歴史と期の数は一致していない。また、前述のとおり独立した経緯から、演奏会の回は明治大学合唱団時代から連続しており、グリークラブとしての歴史よりも数字が大きくなっている。
学内の音楽団体として入学式・卒業式をはじめとする式典や大学の地域支部での演奏を行うほか、施設やイベント等での訪問演奏も行っている。

## 沿革
文献によって一部相違がみられることに留意されたし。
- 1949年(昭和24年) 前身である混声合唱団・明治大学交響楽団合唱部が誕生[2][3][注釈 3]。
- 1951年(昭和26年) 明治大学合唱団として大学より公認される[8]。
- 1952年(昭和27年) 明治大学合唱団・第1回定期演奏会開催[2][8]。
- 1958年(昭和33年) 合唱団の有志によって、同好会・明治大学男声合唱団が結成される[9][10]。
- 1959年(昭和34年) 男声部として別個の行動を開始し、対外活動時の愛称として「グリークラブ」を名乗る[7]。秋山日出夫を初代常任指揮者に迎える[10][4]。第8回東京六大学合唱連盟定期演奏会において、これまでの混声・明治大学合唱団に代わって参加し、六大学全てが男声合唱となる[4][10][11][注釈 4]。
- 1960年(昭和35年) 外山浩爾をボイストレーナーに迎える[10][9]。この年度より明治大学グリークラブを正式名称とし、母体の明治大学合唱団の活動から独立した[4]。クラブ設立の年となっている[4][3]。
- 1961年(昭和36年) 、組織上は1つの団体のままであった明治大学合唱団から公式に独立[7]。ペナント、ブレザーコート(ステージコート)等を作成し[4]、第10回(グリークラブとしては実質第1回)定期演奏会を開催する[7]。清水脩に依頼し、明治大学校歌の編曲を行う[10]。
- 1962年(昭和37年) 第1回明立交歓演奏会が開催される[12]。
- 1964年(昭和39年) 外山浩爾が2人目の常任指揮者に就任[13][注釈 5]。
- 1967年(昭和42年) 第16回東京六大学合唱連盟定期演奏会にて、多田武彦「男声合唱組曲『雨』」を委嘱初演[14]。
- 1976年(昭和51年) 秋山日出夫死去。それに伴って追悼演奏が行われる[12]。
- 1980年(昭和55年) 初の海外演奏旅行となる、欧州演奏旅行(オランダ・ケルクラーデ/西ドイツ・テュービンゲン/オーストリア・ウィーン)を実施[9]。ウィーン青少年音楽祭において銀賞を受賞[3]。
- 1991年(平成3年) ヨーロッパ演奏旅行が計画されるも、湾岸戦争の影響で急遽中止となる[9]。
- 1992年(平成4年) グリークラブ専任指揮者として、外山浩爾が明治大学特別功労賞を受賞[15]。
- 1994年(平成6年) OBによる合唱団、駿河台倶楽部設立。35年間にわたり団を支えてきた喫茶店の女性店主が亡くなる。
- 2005年(平成17年) ハーバード大学グリークラブとのジョイントコンサート開催。2年後の2007年(平成19年)にも開催している[3]。
- 2011年(平成23年) 外山浩爾が常任指揮者を勇退し、名誉指揮者となる[16]。
- 2015年(平成27年) 佐藤賢太郎が第3代常任指揮者に就任[17]。
- 2017年(平成29年) 1920年(大正9年)初演時の明治大学校歌を97年ぶりに再現[18]。

## 演奏会
現在、以下の3つの定期演奏会を年間活動の中心としている。
- 東京六大学合唱連盟定期演奏会
- 明立交歓演奏会
1962年(昭和37年)以来、毎年6月から7月に開催される[注釈 6]明治大学グリークラブと立命館大学メンネルコールとの交歓演奏会。第1回を除き、奇数年には東京、偶数年には京都あるいは大阪を舞台に開催されている。
- 定期演奏会

その他、不定期に各地での演奏旅行を行っており、近年では2012年3月に沖縄県浦添市での東日本大震災チャリティコンサート、2018年3月に青森県弘前市での演奏会が開催されている。

## 演奏会以外での出演
合唱録音のみの出演も含む。なお、特筆のないものの出典はいずれも『30周年記念誌』による。

### TV
- 歌は生きている(NHK)-1961年
- 圭三ショウ(TBS)-1962年
- 皆で歌いましょう(TBS)-1962年、1965年
- 週刊テレビジョッキー(NHK)-1963年
- 小川宏モーニング・ショー(フジテレビ)-1966年
- 小川宏ショー(フジテレビ)-1967年、1968年
- 東京六大学の歌(日本テレビ)-1968年
- ゆく年くる年(民間放送)-1976年
- 世界紅白歌合戦(フジテレビ)-1986年[12]
- 夜のヒットスタジオ1000回記念(フジテレビ)-1988年[12]
- 美空ひばり追悼番組(テレビ朝日)-1989年[12]
- 日本名曲アルバム(#25他)(BS-TBS)-2013年,2014年[21]
- SONGS(NHK)-2017年[22]

など

### CM
- ライオン「全自動用Dash」-1989年(平成元年)
- 任天堂「ファイアーエムブレム」-1990年(平成2年)[12]
- NEC「バザールでござーる」-1991年(平成3年)他[12][23]
- 三菱電機「霧ヶ峰」-1992年(平成4年)他[12]
- ローソン-1993年(平成5年)[12]
- 日産自動車「日産・サニー」-1997年(平成9年)他[12]
- ライオン「薬用毛髪力」-1998年(平成10年)[12]
- 宝酒造「松竹梅」-2000年(平成12年)[12]

など

### その他
- ラジオ「思い出のアルバム」(NHKラジオ)-1962年(昭和37年)
- 映画「ビルマの竪琴」(東宝)-1985年(昭和60年)[12]
- 石原裕次郎十三回忌法要出演-1999年(平成11年)[12]

など

## CD
- 明治大学の歌（日本コロムビア） - シングル。「明治大学校歌」「明治大学讃歌−希望あふれて−」「明治大学応援歌−紫紺の歌−」「明治大学学生歌−都に匂う花の雲−」を収録。
- 明治大学の歌（日本コロムビア） - アルバム。古賀政男指揮によるLP版をもとにしたもの。

## 委嘱初演作品
出典は公式サイトより。

### 委嘱作品
- 青島広志- Mother Goose’s Melodies マザー・グースの歌/男声合唱のための「仮名手本忠臣蔵」
- 池辺晋一郎- 「ガルシーア・ロルカの五つのシャンソン」
- 遠藤雅夫-「転調するラブソング」～無伴奏男声合唱のために～/「今でもローセキは魔法の杖」～無伴奏男声合唱のための～/「停滞空間」～男声合唱のために～/ 「ALL THAT JAZZ ’82 ! -standard selection-」(編曲)/ 無伴奏男声合唱組曲「石の焔」（日本原爆詩集より）/「光の海」～男声合唱とピアノのための～
- 荻久保和明- 男声合唱のための組曲「ゆうべ、海を見た」
- 北村協一- アーン歌曲集より「はなやかな宴」(編曲)
- 木下牧子- 男声合唱組曲「ティオの夜の旅」（男声版編曲）
- 佐藤賢太郎- 男声合唱とオルガンのための「Fabulae Persei」/「憧れとともに」/『幸せを確かめたくて』(編曲)/ 男声合唱組曲「フェニックス」
- 清水脩-合唱のためのエチュード「奥の細道」より
- 瑞慶覧尚子- 沖縄のうたによる男声合唱組曲「南島小景Ⅱ」
- 高嶋みどり- 男声合唱組曲「遠い国」
- 高松瑛郎-男声合唱のための「信濃のわらべうた」による二章
- 多田武彦-男声合唱組曲「雨」/男声合唱組曲「三崎のうた」/男声合唱組曲「わがふるき日のうた」
- 永富正之- 「詩篇」～男声合唱のために～
- 新実徳英- 無伴奏男声合唱のための「あしたうまれる」「白いうた 青いうた」より/男声合唱とピアノのための「三つのよじれ歌」[注釈 7]
- 信長貴富- 男声合唱のための「Voice」
- 萩原英彦- 「雨のやみかた」/ソプラノ独唱と男声合唱のための「生命の神秘」
- 藤森数彦- 「ラフマニノフ歌曲集」(編曲)
- 広瀬量平-「カムイの森で」（男声版編曲）
- 松下耕- 「CANTATE DOMINO for male chorus」[注釈 7]/「主は私の羊飼い 詩編23」（男声版編曲）/男声合唱とピアノのための「この星の上で」（男声版編曲）

### 立命館大学メンネルコールとの共同委嘱作品
- 佐藤賢太郎-「僕が歌う理由（わけ）」
- 多田武彦-「駕籠かき」